# King’s Cellar

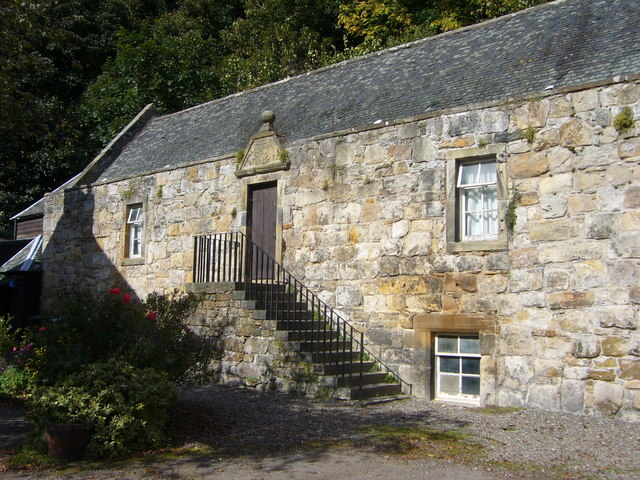
King’s Cellar

Der King’s Cellar ist ein ehemaliges Speichergebäude in der schottischen Ortschaft Limekilns in der Council Area Fife. 1971 wurde das Bauwerk als Einzeldenkmal in die schottischen Denkmallisten in der höchsten Denkmalkategorie A aufgenommen.

## Geschichte
Im Mittelalter diente Limekilns als Seehafen der landeinwärts gelegenen Dunfermline Abbey. Die Mönche unterhielten am Standort ab 1362 ein Speichergebäude, das vermutlich im Wesentlichen als Kornspeicher für den Seehandel diente. Im frühen bis mittleren 16. Jahrhundert wurde der Speicher neu aufgebaut, woraus der heutige King’s Cellar hervorging. Möglicherweise wurden hierbei Fragmente des Vorgängerbauwerks integriert. Die fehlleitende Bezeichnung „King’s Cellar“ ist erst ab dem 19. Jahrhundert belegt. Im Laufe der Jahrhunderte besaß das Gebäude vermutlich verschiedene Aufgaben. Eine heute nutzlose Wendeltreppe im Obergeschoss deutet auf ein höheres Bauwerk hin. Möglicherweise saß an dieser Stelle einst ein Wachtturm auf. Da kein Aufgang zwischen den beiden Böden des Speichers besteht, erscheint es schlüssig, dass einst eine weitere Außentreppe vorhanden war. Die einstige Eingangstüre des Erdgeschosses liegt infolge der Gebäudeabsenkung heute verborgen unterhalb des Grundes.
Der King’s Cellar diente im Laufe der Jahre verschiedenen Aufgaben. So wurde er als Speicher, Weinkeller, Schulgebäude, Bücherei, Veranstaltungssaal und Kirche genutzt. Ab 1910 diente er als Tempel der neugegründeten örtlichen Freimaurerloge.

## Beschreibung

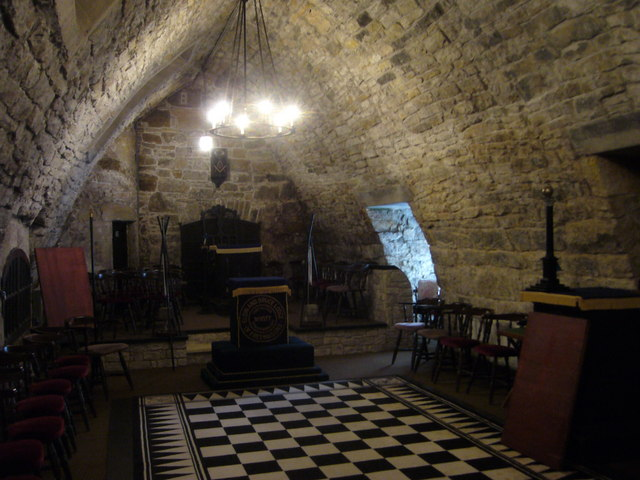
Gewölbe im Obergeschoss

Der King’s Cellar steht am Kopf einer kurzen Stichstraße abseits der Main Street im Westen von Limekilns. Sein Mauerwerk besteht aus Bruchstein vom Sandstein, der grob zu großen Quadern behauen wurde. Eine Vortreppe führt zu der bekrönten Eingangstüre im Obergeschoss. Die Bekrönung zeigt ein Wappen sowie die Jahresangabe 1581. Links der Treppe sind Fragmente der einstigen spitzbogigen Eingangstüre zu erkennen. Im Inneren findet sich ein schlichter Raum je Stockwerk. Die Decke ist als Spitzbogengewölbe gestaltet. In das schiefergedeckte Satteldach wurden an der Nordseite später drei Dachfenster eingelassen.